# Brachyodon flexisetus
Brachyodon flexisetus là một loài rêu trong họ Seligeriaceae. Loài này được Hampe mô tả khoa học đầu tiên năm 1863.